# Karshomyia melioria
Karshomyia melioria är en tvåvingeart som beskrevs av Fedotova 2006. Karshomyia melioria ingår i släktet Karshomyia och familjen gallmyggor. Inga underarter finns listade i Catalogue of Life.